# Castillo de Andrade
El castillo de Andrade o torre de Andrade son los restos de la antigua Fortaleza de Villalba, situado en la localidad de Villalba (provincia de Lugo, España). Esta edificación está considerada desde el año 1994 como un Bien de Interés Cultural dentro del catálogo de monumentos del patrimonio histórico de España.
Desde 1960 este edificio forma parte del Parador de Villalba.